# Mark Benecke

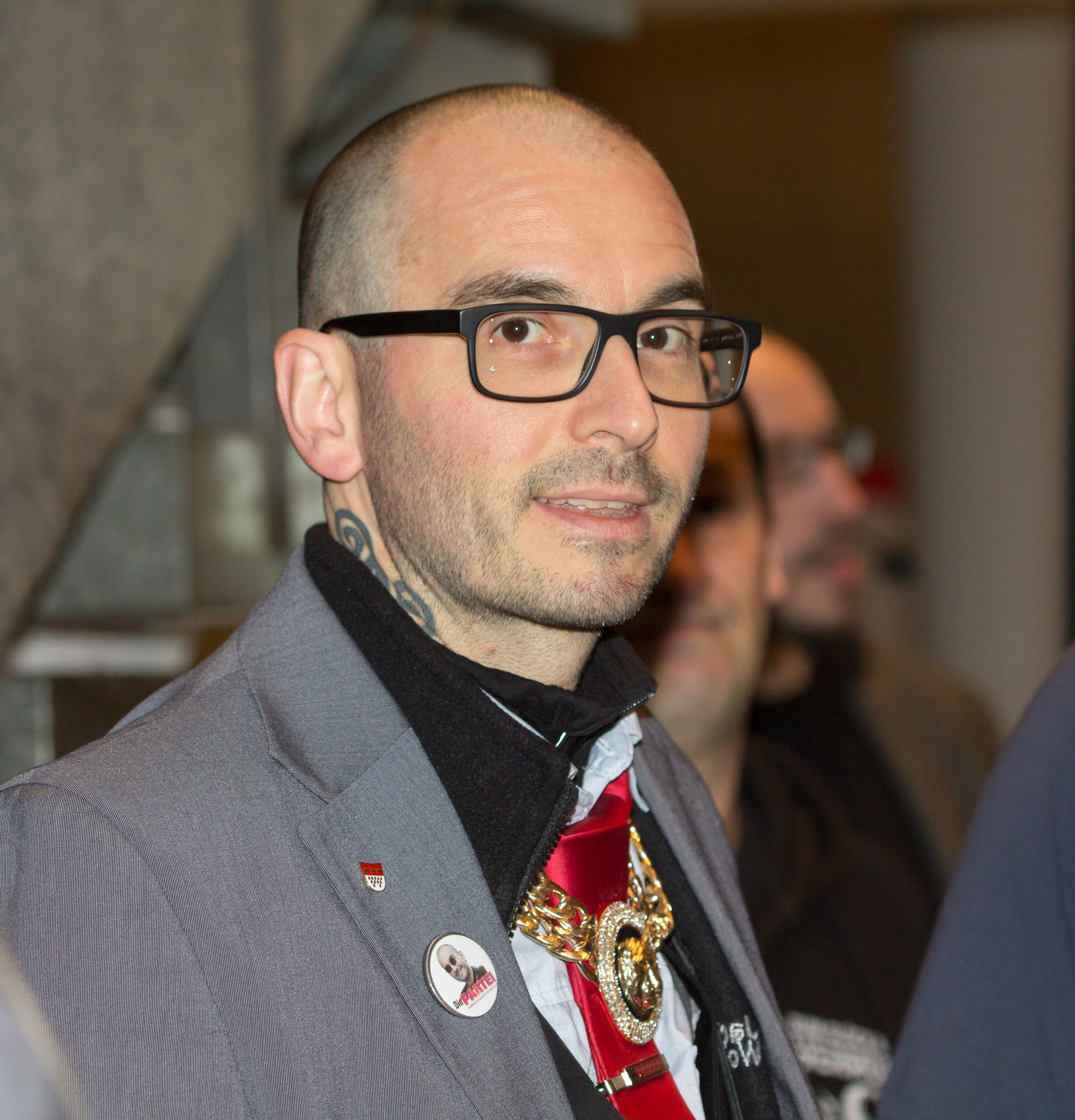
Mark Benecke, 2015

Mark Benecke (26 de agosto de 1970, Rosenheim, Baviera) es un biólogo criminalista alemán, especialista en entomología forense.

## Vida
Después de sus estudios universitarios de biología, zoología y psicología en la Universidad de Colonia, cursó diversas formaciones técnico-policiales profesionales en medicina legal en los EE. UU., entre otras instituciones, en la Academia del FBI.

Benecke es llamado como perito para evaluar los restos biológicos en supuestos casos de violencia con consecuencias fatales. Así, en 1997/98, después de analizar gusanos, determinó el tiempo que pasó tirado el cadáver de la esposa asesinada del pastor Klaus Geyer. Dado que Geyer no tenía una coartada para el momento en cuestión, fue condenado por el homicidio de su cónyuge.

En el caso del asesinato de una mujer incapacitada en Colonia, Benecke determinó, basándose en las moscas muertas encontradas, que esta había sido desatendida por su enfermera. En colaboración con el FSB ruso, Benecke analizó los supuestos cráneos y dentadura de Adolf Hitler. Es el único criminalista que trabaja con Luis Alfredo Garavito Cubillos, un asesino que comete crímenes en serie y violador colombiano. National Geographic Channel y History Channel presentaron informes sobre partes de sus casos.
Benecke ha publicado numerosos libros de divulgación científica, entre otros, sobre biología criminal y sobre el envejecimiento desde un punto de vista biomédico.
Es docente de las escuelas de policía alemanas así como catedrático temporal en EE. UU., Vietnam, Colombia y Filipinas.
Mark Benecke es conocido en los medios de comunicación masivos como comentarista de la serie televisiva Medical Detectives, la cual muestra, ante todo, la investigación de casos criminales reales y los métodos que se aplican, en su mayoría científicos. Benecke explica de forma fácil de entender el trasfondo científico.
Mark Benecke es redactor invitado por Forensic Science International (Número especial de entomología forense).
Mark Benecke es miembro del consejo científico de la Sociedad para la investigación científica de pseudociencias. Publica artículos en Skeptiker, la revista de la sociedad, acerca de temas extravagantes, como “combustión espontánea”, milagros relacionados con la sangre, vampiros, montañas magnéticas, etc.
Desde 1999, en la emisora alemana “Radio Eins”, se pueden escuchar todos los sábados artículos de Mark Benecke sobre temas científicos de actualidad. En 1989 fundó junto con Klaus Fehling, en Colonia, el conjunto de música punk y pop alemán “Die Blonden Burschen" al que perteneció hasta el 2000 bajo el pseudónimo Belcanto Bene. Desde hace unos años se le ve como médico forense en los programas televisivos K11 y Niedrig und Kuhnt.

## Carrera política
En 2010 y 2012, fue candidato al cargo de ministro-presidente del estado federado alemán de Renania del Norte-Westfalia por el partido satírico Die PARTEI, aunque en ambos comicios su partido obtuvo un magro resultado. Es presidente de la colectividad en este estado federado desde 2010.
En 2015 se presentó al cargo de alcalde de Colonia, también por Die PARTEI. En las elecciones, celebradas el 18 de octubre, obtuvo un 7,22% de los votos y el tercer lugar.

## Obras
- Der Traum vom ewigen Leben [El sueño de la vida eterna], Kindler Verlag, Munich 1998. ISBN 3-463-40338-2
- The Dream of Eternal Life, Columbia University Press, New York 2002. ISBN 0-231-11672-1
- 노화와 생명의 수수께끼 마크 베네케 (Dr. Mark Benecke) 과학은 죽음보다 강하다? (Versión coreana de “El sueño de la vida eterna”). ISBN 89-7919-493-5
- Kriminalbiologie. Genetische Fingerabdrücke und Insekten auf Leichen [Biología criminal. Huellas digitales genéticas de insectos en cadáveres], Lübbe, Bergisch-Gladbach 2001. ISBN 3-404-93025-8
- Ermittlungen des bekanntesten Kriminalbiologen der Welt [Investigaciones del biólogo criminalista más famoso del mundo], Lübbe, Bergisch-Gladbach 2002. ISBN 3-7857-2099-8
- Mordmethoden [métodos de asesinatos], Lübbe, Bergisch-Gladbach 2004. ISBN 3-404-60545-4
- Moordmethoden (Versión neerlandesa de "Mordmethoden"), Bruna Uitgevers, A.W. Boek 2004. ISBN 9022991555
- Šiurpių nusikaltimų pėdsakais (Versión lituana de "Mordmethoden"). ISBN 9955-08-547-9
- Murderous Methods, Preface by Michael Baden. Columbia University Press, New York 2005. ISBN 0-231-13118-6
- Lachende Wissenschaft. Aus den Geheimarchiven des Spaß-Nobelpreises [Ciencia que ríe. De los archivos secretos del premio Nobel de la diversión], Lübbe, Bergisch-Gladbach 2005. ISBN 3-404-60556-X
- 怎麽有人研究這個? 法醫昆蟲學家的搞笑諾貝爾報告 / 怎么有人研究这个? 法医昆虫学家的搞笑诺贝尔报告 (Versión china de "Lachende Wissenschaft" [La ciencia risueña]). Taiwán: 馬克∙班内可, VR: 马克∙班内可
- Dem Täter auf der Spur [Tras las huellas del autor del delito] . So arbeitet die moderne Kriminalbiologie [Así trabaja la biología criminalística moderna], Lübbe, Bergisch-Gladbach 2006. ISBN 3-404-60562-4
- Mordspuren. Neue spektakuläre Kriminalfälle – erzählt vom bekanntesten Kriminalbiologen der Welt, Lübbe, [Huellas de asesinatos. Nuevos casos criminales espectaculares - narrados por el biólogo criminalista más famoso del mundo] Bergisch Gladbach 2007 ISBN 978-3-7857-2307-4
- Medical Detectives, vgs Verlagsgesellschaft, Colonia 2005. ISBN 3-8025-3446-8
- Vampires among us [Vampiros entre nosotros], Sequenz Medien Produktion, Fuchstal-Welden 2006. ISBN 3-935977-75-1
- Wo bleibt die Maus? [¿Dónde está el ratón], Sauerländer, Oberentfelden 2008. ISBN 3-7941-5174-7
- Hvor blev musen af?, (Versión danesa de "Wo bleibt die Maus?"). ISBN 87-641-0304-8

## Distinciones
- Chapa criminalista de honor/Distintivo honorífico de la Asociación Alemana de Policía Criminalista (2003)